# Jürgen Draeger

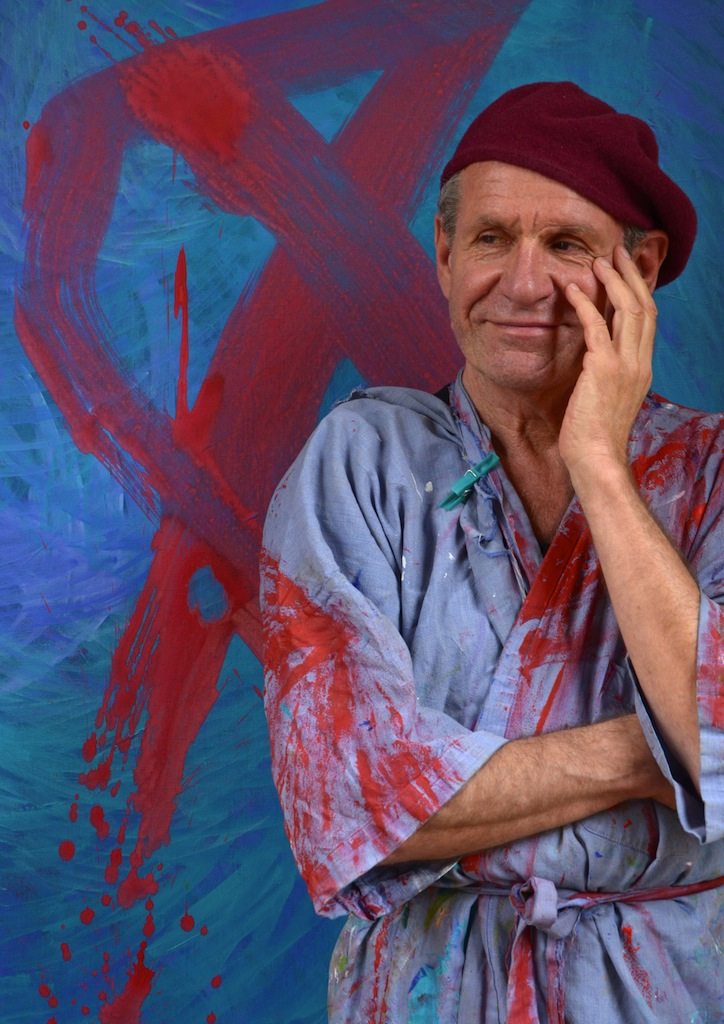
Jürgen Draeger in seinem Atelier, 2013

Jürgen Draeger (* 2. August 1940 in Berlin; † 4. Dezember 2020 ebenda) war ein deutscher Schauspieler, Sänger, Maler und Zeichner.

## Leben
Jürgen Draeger wurde am 2. August 1940 in Berlin-Kreuzberg geboren. Während der Zerstörung der Hauptstadt wurde er von seinen Eltern getrennt. Die Familie wurde erst nach dem Krieg durch das Rote Kreuz wieder zusammengeführt. In den Trümmern von Berlin hatte Jürgen die Kunst des Überlebens erfahren müssen. Auf den Straßenpflastern und an Trümmerwänden setzte er mit Holzkohle und weißer Kreide Lebenszeichen. Kreide und Kohle blieben auch weiterhin bestimmende Arbeitsmaterialien in seiner Kunst. Nach der Entlassung aus der sowjetischen Kriegsgefangenschaft und der Geburt seiner Tochter Gerlinde verstarb Vater Julius Draeger 1950 an den Folgen seiner Kriegsverletzungen. Mit 13 Jahren wurden Draegers Zeichnungen erstmals in Berliner Tageszeitungen veröffentlicht. Mit einer Sondergenehmigung durfte der 15-Jährige in der Hochschule für bildende Künste das Aktzeichnen studieren. Vier Jahre später entstand das erste Ölbild Berliner Häuser, das 1960 auf der Großen Berliner Kunstausstellung gezeigt wurde. Am Höhepunkt der abstrakten Malerei überraschte Draeger die Kunstkritik mit seinem sozialkritischen Realismus. Das Gemälde wurde von dem Textdichter Bruno Balz (der für Lieder wie „Kann denn Liebe Sünde sein?“ den Text schrieb) gekauft. Daraus entwickelte sich eine lebenslange Freundschaft.
Seinen Lebensunterhalt verdiente Draeger als Fabrikarbeiter, arbeitete zusätzlich als Assistent des Fotografen Herbert Tobias und nahm Schauspielunterricht bei Marlise Ludwig. Sein erster Bühnenerfolg wurde am Schillertheater Berlin eine Rolle in Frank Wedekinds Frühlings Erwachen. Mit einer Hauptrolle in Jürgen Rolands Film Polizeirevier Davidswache wurde Draeger 1964 über Nacht zum Idol der jungen Generation. Weitere Filmrollen folgten und sein Gesicht erschien auf zahlreichen Zeitschriftentiteln. Draeger wurde zum beliebtesten Filmschauspieler des Jahres 1967 gewählt und drehte europaweit über 50 Filme, darunter die Malerbiografie Komm nach Wien, ich zeig dir was!, in der er den Österreicher Hans Makart (1840–1884) darstellte. Parallel entwickelte sich eine vielseitige Fernsehkarriere: seine Hauptrolle in Eberhard Fechners Selbstbedienung gehört ebenso dazu wie die Stahlnetz-Folge Nacht zum Ostersonntag von Regisseur Jürgen Roland.
Für den Film Roma engagierte ihn Federico Fellini 1971 als Kostüm- und Dekorzeichner. Draeger studierte 1975 auf Oskar Kokoschkas Sommerakademie in Salzburg die Technik von Radierungen und Kupferstichen. Für eine Reportage über den Maler Marc Chagall wurde Draeger vom Magazin Stern als Fotograf verpflichtet. Ebenso fotografierte er Porträts für das Die Zeit-Magazin. Im Auftrag des Hamburger Abendblattes entstand eine Fotoserie über Hildegard Knefs letzte Tournee.
In den 1970er-Jahren lebte der Künstler vor allem in München. Dort lernte er die Schauspielerin Helga Anders kennen, die im März 1986 kurz vor der geplanten Hochzeit starb. Am 14. März 1988 verstarb sein Lebensgefährte Bruno Balz. Am 19. März 1988 folgte der Tod von Mutter Käthe. Nach der Anmietung des historischen Rathenau-Saales im ehemaligen AEG-Industriegebiet in Oberschöneweide als Atelier im Jahr 2008 lebte Draeger in Berlin. Dort starb er im Dezember 2020 im Alter von 80 Jahren.

## Werk

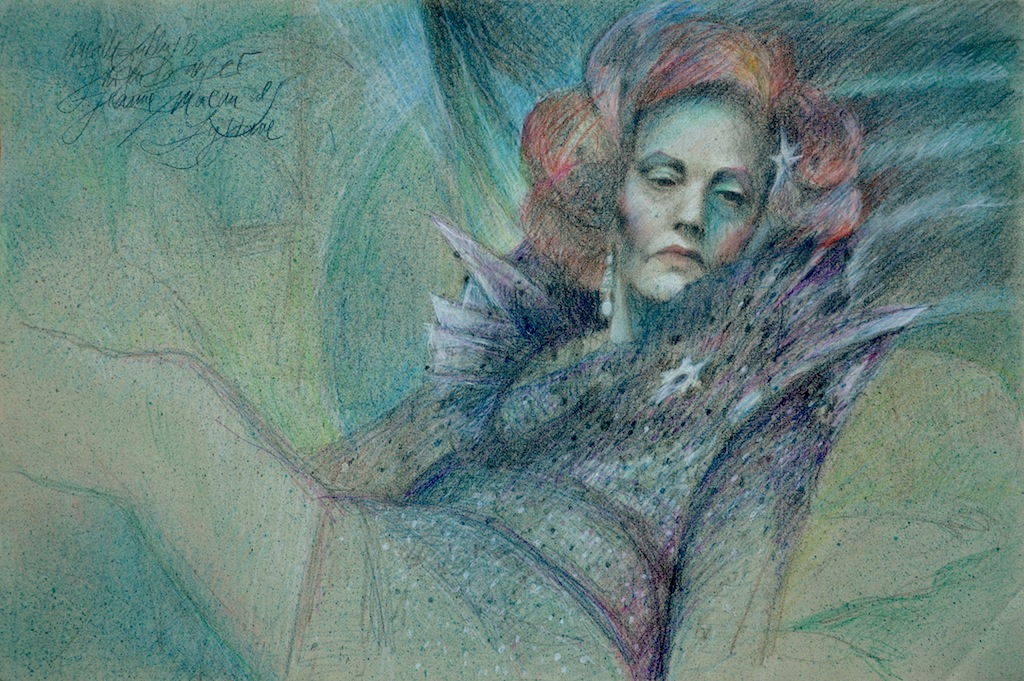
Jeanne Moreau als Madama Lysiane, Querelle-Zyklus, Pastell auf handgeschöpften Büttenpapier 51,5 × 76,5 cm, März 1982

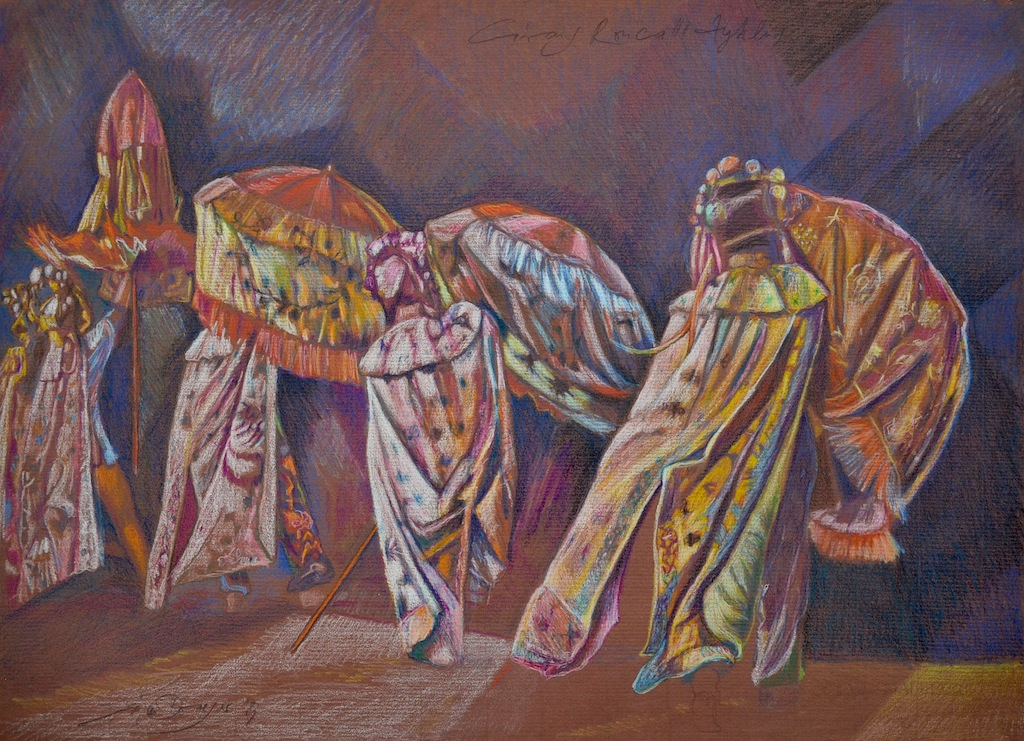
Wenn Illusionen fliegen könnten, Circus-Roncalli-Zyklus, Pastell auf Roma Büttenpapier 67 × 49 cm, 1983

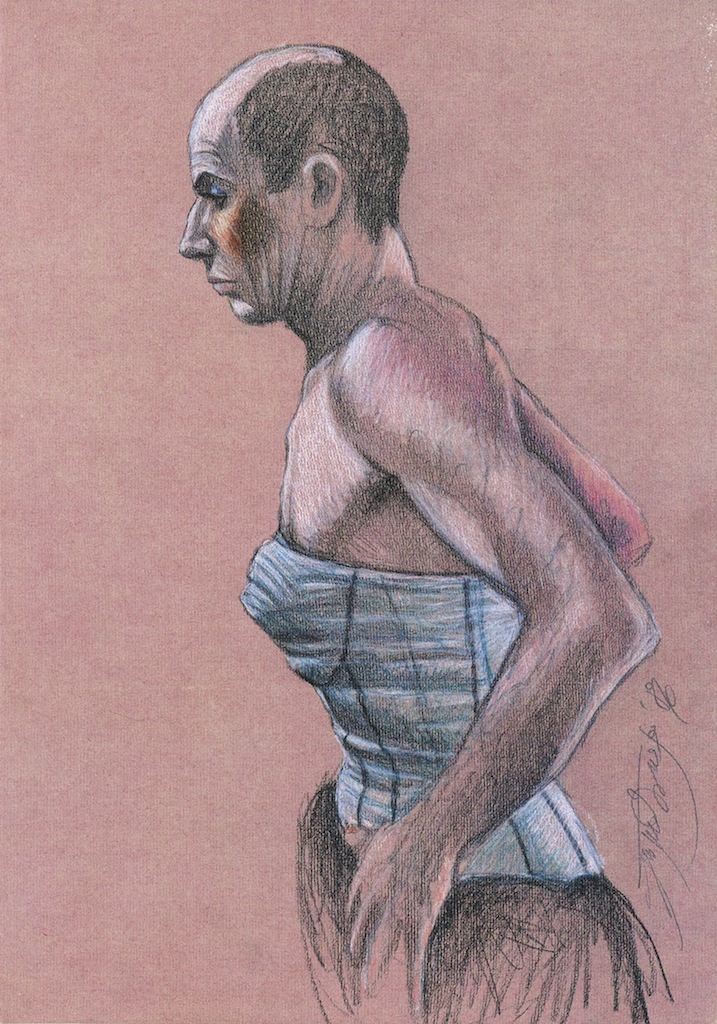
Wir sind, was wir sind, doch was wir sind, sind wir nur scheinbar, Ein Käfig voller Narren, Pastell auf Ingres Büttenpapier 42 × 52 cm, 1986

Auf Wunsch des Regisseurs Rainer Werner Fassbinder begleitete Jürgen Draeger zeichnerisch 1982 die Verfilmung des „Skandal-Romans“ Querelle von Jean Genet im Berliner Filmstudio. Nach Literatur und deren Verfilmung sollten Draegers Zeichnungen über das Thema Gewalt und Leidenschaft die dritte künstlerische Interpretation werden. Andy Warhol und Jürgen Draeger erhielten von Fassbinder den Auftrag jeweils ein Querelle-Kinoplakat zu gestalten. Nach den Dreharbeiten verstarb Fassbinder 1982 in München. Danach lehnte der Filmverleih die Plakatentwürfe von Warhol und Draeger ab. Ein deutscher Verlag dagegen verkaufte die Warhol-und-Draeger-Entwürfe als Kunstdrucke weltweit.
Draegers „Querelle-Zyklus“ umfasst über 100 farbige Zeichnungen und wurde zur Filmpremiere 1982 erstmals in Berlin ausgestellt. Die Ausstellung ging auf Europa-Tournee und hatte über 170.000 Besucher. Mit dem „Querelle-Zyklus“ startete der Künstler die fünfjährige Arbeit zur „Trilogie der Masken“. Drei Jahre lang begleitete er den Circus Roncalli durch Deutschland, währenddessen der Bilderzyklus „Die Reise zum Regenbogen“ entstand, der als Wanderausstellung international gezeigt wurde. Anschließend beobachtete er am Theater des Westens in Berlin die Proben zum auf dem Film Ein Käfig voller Narren basierenden gleichnamigen Musical. „Querelle“, „Circus Roncalli“ und „Ein Käfig voller Narren“ wurden 1986 als „Trilogie der Masken“ zusammengeführt.
Als Gast begleitete Draeger 1990 Willy Brandt auf dessen historischer Reise in die Neuen Bundesländer. Dabei entstand eine Brandt-Porträt-Serie, die zum 50. Geburtstag des Malers im gleichen Jahr im Berliner Rathaus-Tempelhof zur Jubiläumsausstellung „Lebensläufe“ als Höhepunkt gezeigt werden sollte. Der Bezirksbürgermeister lehnte die Brandt-Porträts ab. Während der Pressekonferenz kam es zu einer handgreiflichen Auseinandersetzung zwischen dem Kulturamtsleiter und Draeger. Schon im Vorfeld wurde das vorgesehene Ausstellungsplakat mit einem Zitat von Jean Genet wegen angeblichen pornographischen Inhalts vom Kunstamt Tempelhof abgelehnt. Die Erstauflage wurde vernichtet, eine zensierte Neuauflage musste der Künstler selbst bezahlen. Der Festakt wurde abgesagt, der Bezirksstadtrat Klaus Wowereit durfte die Laudatio nicht halten. Durch einen Gerichtsbeschluss mussten die Brandt-Porträts gezeigt werden. Draeger wurde wegen Körperverletzung zu einer hohen Geldstrafe verurteilt. Draegers Ausstellung „Lebensläufe“ hingegen wurde ein Publikumserfolg. Nach dem Skandal verließ Draeger Deutschland und verschwand bis 2002. Erst zur Erinnerung des 100. Geburtstages seines verstorbenen Lebensgefährten, des Textdichters Bruno Balz, kam Draeger 2002 zeitweise nach Berlin zurück und gründete die Firma „Evergreens Comeback !! Medien“. Seine erste Produktion war die Doppel-CD Der Wind hat mir ein Lied erzählt als Hommage an Balz’ Lieder, die einst Zarah Leander, Heinz Rühmann und Johannes Heesters zu Stars machten.
Zum Tag des offenen Denkmals 2009 wurde das Atelier-Draeger im historischen Rathenau-Saal in Berlin-Oberschöneweide mit einer Ausstellung der umstrittenen Brandt-Porträts einem neuen Publikum zugänglich gemacht. In den darauf folgenden Jahren zeigte der Künstler in seinem Atelier Werke aus der Trilogie der Masken 1982–1987:
- Tag des offenen Denkmals 2010 Werke aus dem „Querelle-Zyklus“
- Tag des offenen Denkmals 2011 Bilder aus dem „Circus Roncalli-Zyklus“
- Tag des offenen Denkmals 2012 eine Auswahl aus dem Zyklus „Ein Käfig voller Narren“

Seit Januar 2013 arbeitete Jürgen Draeger an seinem neuen Bilderzyklus „Sünde sein“, einer Hommage an den Textdichter Bruno Balz.

## Preise und Auszeichnungen
Jürgen Draeger wurde mehrfach mit Preisen ausgezeichnet.
Filmpreise:
- 1964 – Bundesfilmpreis und Goldene Leinwand für seine Rolle des „Manfred“ in dem Film Polizeirevier Davidswache (1964, Regisseur: Jürgen Roland, Drehbuch: Wolfgang Menge)[3]
- 1967 – Goldener Pfeil als beliebtester Filmschauspieler des Jahres von Europas größter Musikzeitschrift musik parade
- 1970 – Silberner Becher als beliebtester Filmschauspieler des Jahres von Jugendzeitschrift Volltreffer

Kunstpreise:
- 1954 – Auszeichnung für das Plakat Tag des Kindes
- 1975 – Kunstpreis der Stadt Mannheim während der Mannheimer Maiwoche überreichte Oberbürgermeister Ludwig Ratzel dem Maler Jürgen Draeger für seine dort ausgestellten Bilder den Kunstpreis der Stadt Mannheim.
- 1975 – Kunstpreis der Berliner Festwochen
- 1975 – Wettbewerbsgewinner „Berliner Künstler malen Kreuzberg“
- 1979 – Auszeichnung vom Neuen Berliner Kunstverein für die Lithografie Der tanzende Leierkastenmann bei der Ausstellung „Grafik für Kinder“
- 1981 – Grand Prix International d’Art Contemporain de Monte-Carlo für Bilder aus dem Zyklus „Sucht und Drogen“
- 1986 – 1. Kunstpreis der Stadt Schneverdingen für das Werk Marianne aus dem Zyklus „Die Leute vom Domplatz“

## Plakate
- 1955 – Theaterplakat Lumpaci Vagabundus
- 1982 – Filmplakat Feuer und Schwert
- 1985 – Konzertplakat Hommage à Marlene zu Ehren Marlene Dietrich für das deutsche Schauspielhaus Hamburg
- 1985 – Theaterplakat La Cage aux Folles
- 1988 – Theaterplakat Der Wetterpilot
- 1989 – Theaterplakat Bent
- 1992 – Museumsplakat Marlene
- 2004 – Theaterplakat Demokratie

## Filmografie
- 1962: Barras heute
- 1963: Scotland Yard jagt Dr. Mabuse
- 1964: Polizeirevier Davidswache
- 1964: Hafenpolizei – St. Pauli ohne Maske
- 1964: Das Kriminalmuseum – Gesucht: Reisebegleiter
- 1965: Stahlnetz: Nacht zum Ostersonntag
- 1966: Abschied
- 1966: 4 Schlüssel
- 1966: Siebzehn Jahr, blondes Haar
- 1967: Herr Hesselbach und das Juwel
- 1967: Selbstbedienung
- 1967: Der Tod eines Doppelgängers
- 1967: Fliegender Sand
- 1967: Wenn es Nacht wird auf der Reeperbahn
- 1967: Jet Generation
- 1968: Zuckerbrot und Peitsche
- 1968: Das Kriminalmuseum – Die Reifenspur
- 1968: Hannibal Brooks
- 1968: Astragal (L’Astragale)
- 1968: Spielst du mit schrägen Vögeln
- 1968: Einer fehlt beim Kurkonzert
- 1969: Stewardessen (Fernsehserie, 1 Folge)
- 1970: Komm nach Wien, ich zeig dir was!
- 1970: Liebling, sei nicht albern!
- 1971: Napoleon und Joghurt
- 1973: Vier Fenster zum Garten
- 1974: Zwangspause
- 1976: PS – Geschichten ums Auto
- 1976: Anita Drögemöller und die Ruhe an der Ruhr
- 1976: Café Hungaria, Folge 5, Eine Frau per Inserat
- 1976: Derrick – Schock
- 1979: Die dritte Generation
- 1979: Tatort: Ein Schuß zuviel
- 1980: Schicht in Weiß (Serie)
- 1980: Berlin Alexanderplatz
- 1981: Der König und sein Narr
- 1981: Sternensommer (Fernsehserie, 3 Folgen)
- 1981: Lili Marleen
- 1983: Kontakt bitte… (Serie)
- 1984: Die Story
- 1985: Alpha City – Abgerechnet wird nachts
- 1987: Detektivbüro Roth (Fernsehserie, 1 Folge)
- 1989: Rivalen der Rennbahn (Fernsehserie, 3 Folgen)
- 1990: Der neue Mann
- 1992: Ein Fall für zwei – Lebenszeichen
- 1995: Gegen den Wind (Fernsehserie, 1 Folge)

## Musik
Singles
- 1969: Ich bin happy / Jetzt bin ich da
- 1969: Du kannst alles von mir haben / Halt dein Girl mit beiden Händen fest

## Ausstellungen

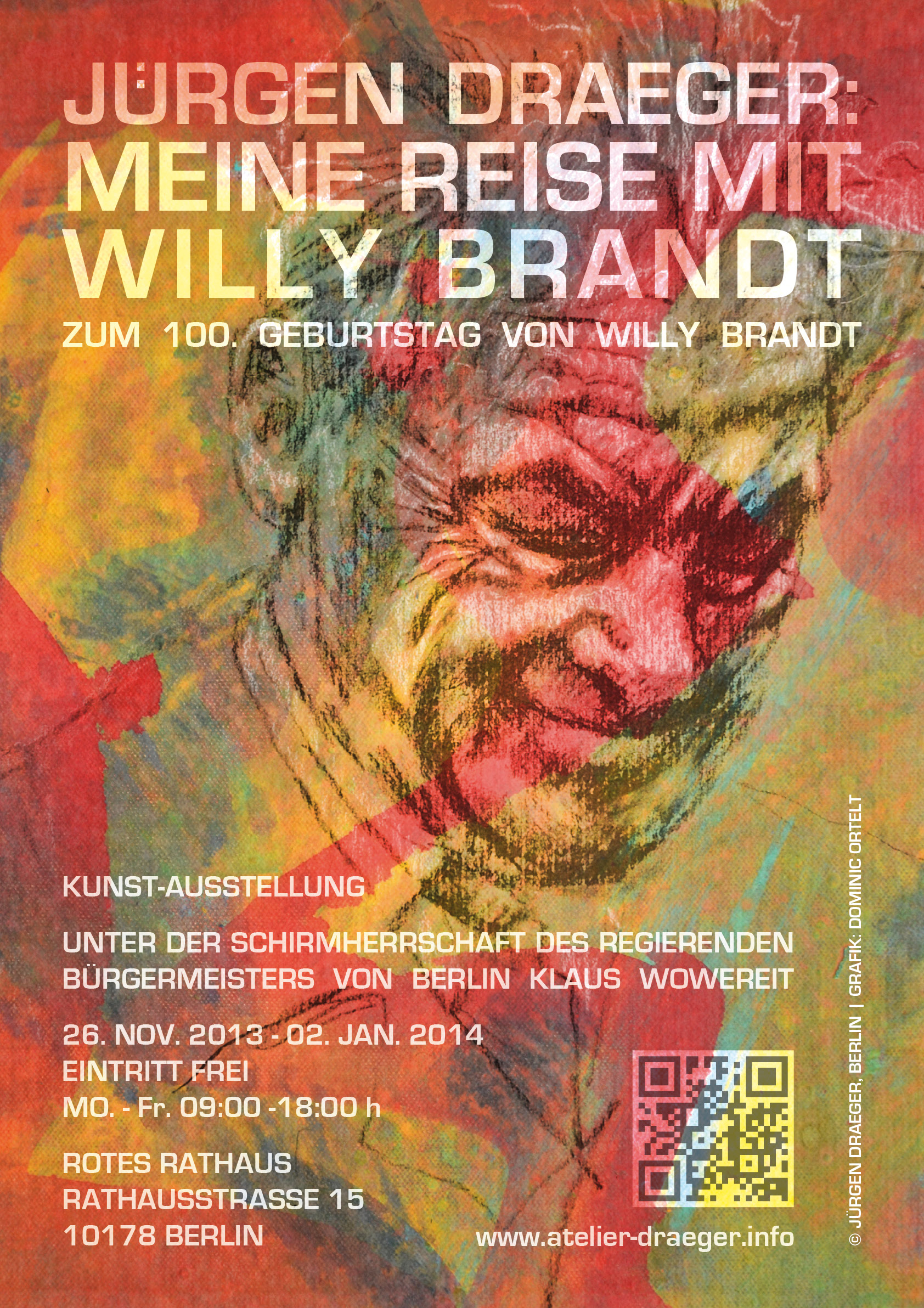
Ausstellungsplakat zur Kunstausstellung JÜRGEN DRAEGER: MEINE REISE MIT WILLY BRANDT

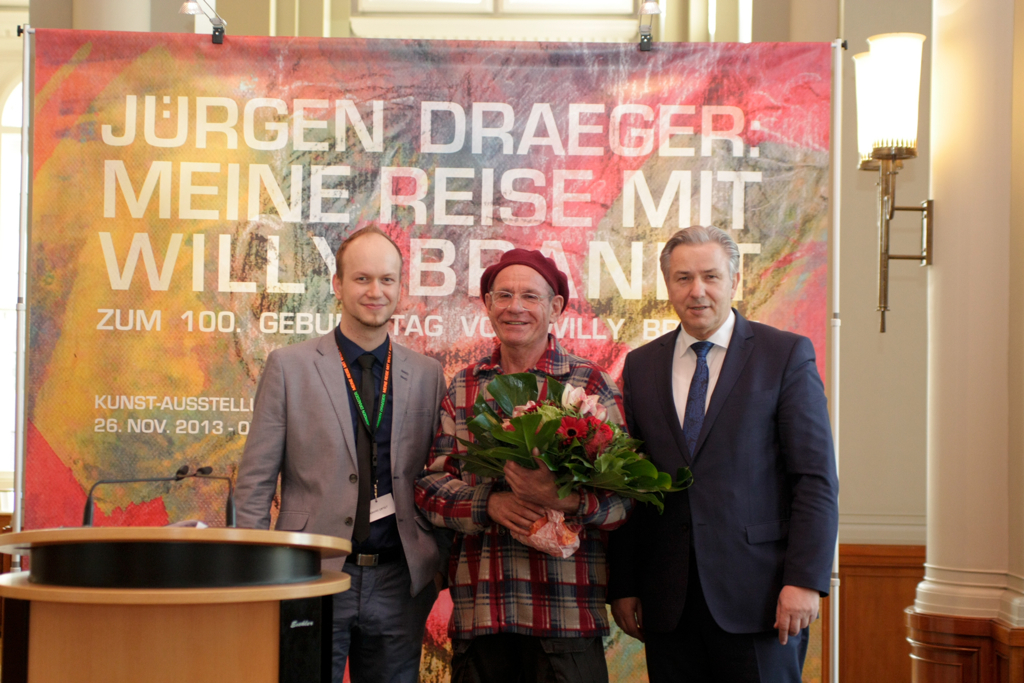
Am 26. November 2013 wurde im Säulensaal des Berliner Roten Rathauses die Laudatio auf den Künstler Jürgen Draeger vom Regierenden Bürgermeister von Berlin Klaus Wowereit (rechts) gehalten. In der Mitte der Künstler Draeger; neben ihm links Dominic Ortelt, der das Ausstellungsdesign entworfen hatte.

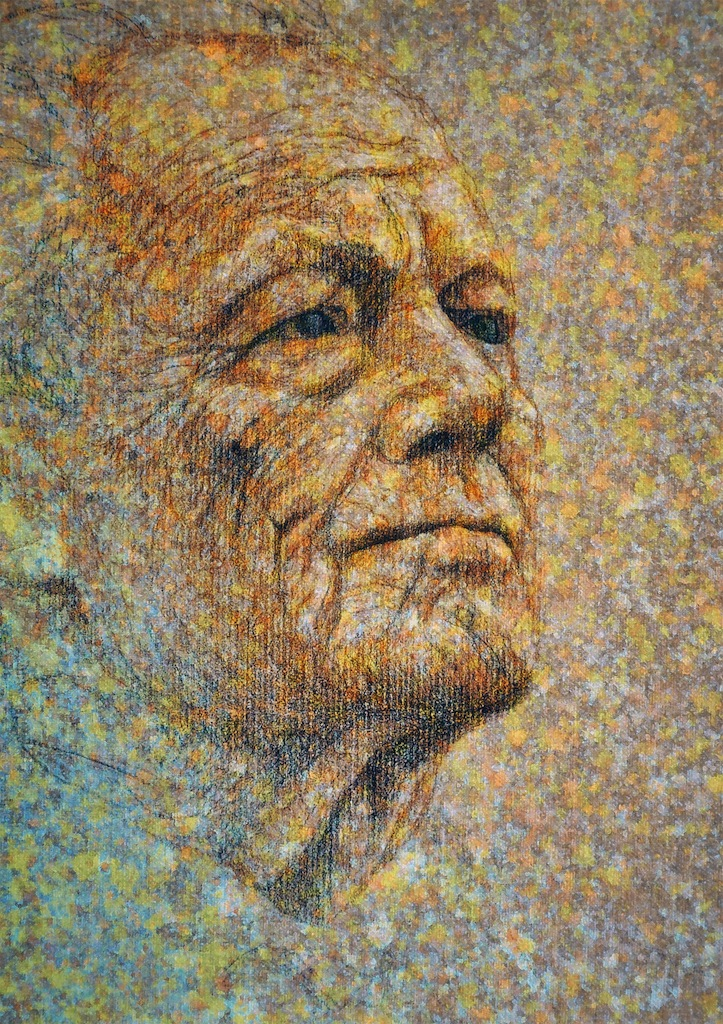
Sehnsucht nach erfüllter Demokratie. Arbeitsmaterial der Brandt-Porträts: Lehmfarbe, Kohle und Pastell auf Leinwand 83 cm × 119 cm

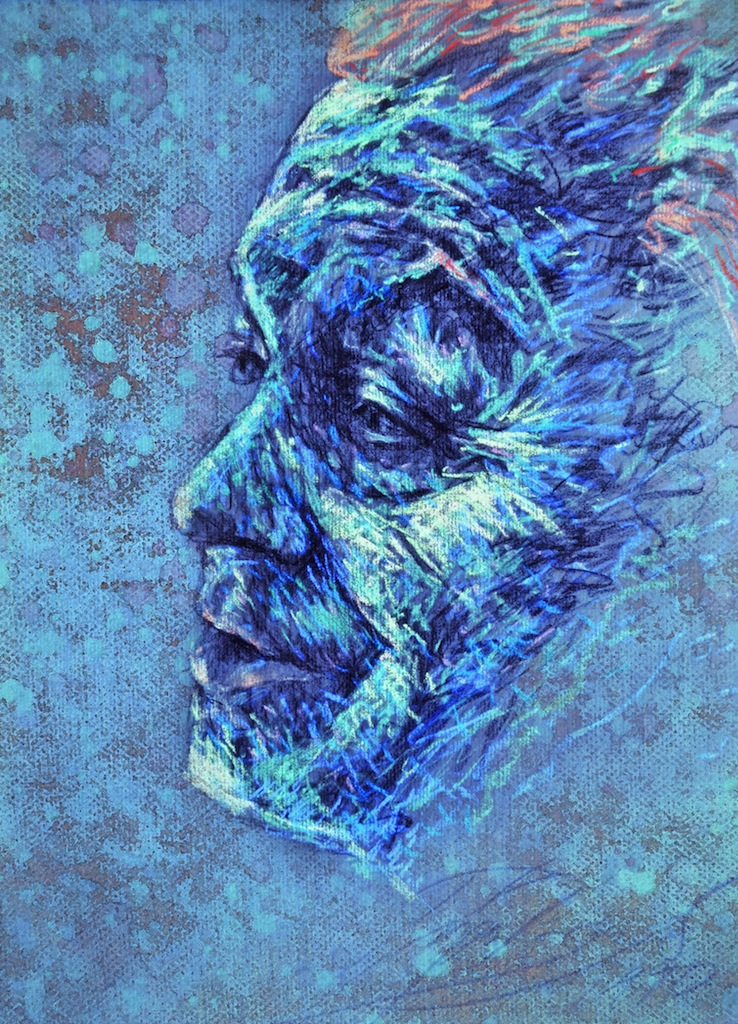
„Beeilt Euch zu handeln, ehe es zu spät ist:zu bereuen.“ Arbeitsmaterial der Brandt-Porträts: Lehmfarbe, Kohle und Pastell auf Leinwand 83 cm × 119 cm

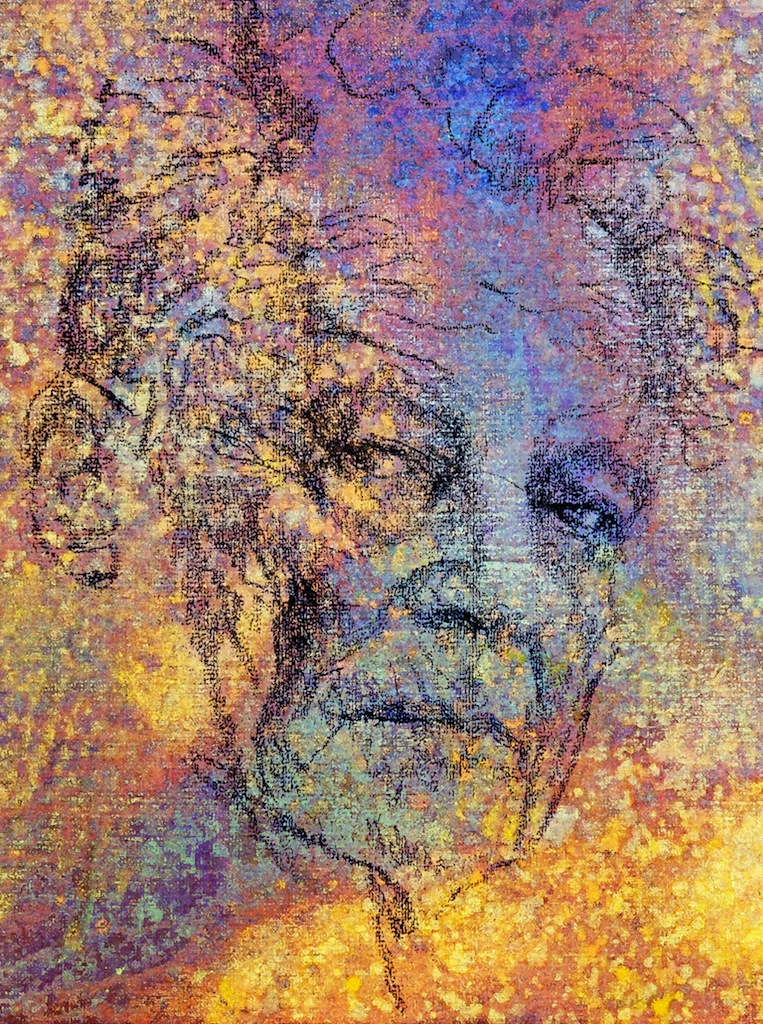
„Wir brauchen nicht miteinander zu reden, wir kennen uns schon.“ Mit diesem Satz begrüßte Willy Brandt seine ausgewählten Reisebegleiter auf dem Weg nach Erfurt im März 1990. Arbeitsmaterial der Brandt-Porträts: Lehmfarbe, Kohle und Pastell auf Leinwand 83 cm × 119 cm

Die Ausstellung Picasso, Dali, Mirao & DRAEGER wurde 1985 von der Galerie Ruf in München zum Thema Zirkus präsentiert. Später zeigte die Galerie Ruf eine Auswahl von neuen Draeger-Werken auf der Kunstmesse Basel.
Zur 750-Jahr-Feier lud die Stadt Berlin den Künstler 1987 ein. Dazu wurde eigens ein Museumspavillon erbaut, in dem Bilder aus seiner Zirkus-Serie ausgestellt wurden.
- 1959 – Große Berliner Kunstausstellung
- 1960 – Große Berliner Kunstausstellung
- 1961 – Große Berliner Kunstausstellung
- 1962 – Große Berliner Kunstausstellung
- 1962 – Berlin bleibt doch Berlin, Berlin Hilton Galerie, Berlin (E)
- 1969 – Römische Impressionen, Café Greco, Rom Italien (E)
- 1974 – BMW Galerie, München
- 1975 – 5. Freie Berliner Kunstausstellung
- 1975 – Galerie Lili Schmidt Schneverdingen (E)
- 1975 – 30 Jahre Frieden, Haus am Lützowplatz, Berlin
- 1976 – 6. Freie Berliner Kunstausstellung
- 1976 – Umweltschutz, Galerie Lili Schmidt Schneverdingen
- 1976 – Kleine Galerie Köln (E)
- 1977 – Künstler und Umwelt, Kunstgebäude Schlossplatz, Stuttgart
- 1977 – Künstler und Gesellschaft, Berliner Festwochen
- 1977 – Grafik-Ausstellung, Landespostdirektion Berlin
- 1977 – 7. Freie Berliner Kunstausstellung
- 1978 – Galerie Lili Schmidt Schneverdingen (E)
- 1978 – Arbeitswelt, Haus am Lützowplatz, Berlin
- 1978 – Arbeitswelt, Haus des Volkes, Wolgograd, U.d.S.S.R.
- 1978 – Hofer Fenster, Hof
- 1978 – Hommage à Käthe Kollwitz, Kunstamt Reinickendorf, Berlin
- 1978 – Tunesische Reise, Galerie Düncker, Hamburg (E)
- 1979 – Behindert, Haus am Lützowplatz, Berlin
- 1979 – Grafik für Kinder, Neuer Berliner Kunstverein
- 1979 – Orangerie, Köln
- 1979 – Weihnachtsausstellung des BBK, Berlin
- 1979 – Kinder heute, Neue Gesellschaft für Bildende Kunst, Berlin
- 1980 – Sucht und Drogen, Haus am Lützowplatz, Berlin
- 1980 – Bilder des Friedens, Friedliche Bilder? BBK Berlin
- 1980 – Berlin – heute. Impressionen einer geteilten Stadt, Kiel
- 1980 – 30 Jahre Berufsverband Bildender Künstler, Staatliche Kunsthalle Berlin
- 1980 – 10. Freie Berliner Kunstausstellung
- 1981 – Galerie Brigitte Wölffer, Berlin (E)
- 1981 – 11. Freie Berliner Kunstausstellung
- 1981 – Frieden und Abrüstung, Haus am Lützowplatz, Berlin
- 1981 – Grand Prix International d´Art Contemporain de Monte Carlo
- 1981 – Europäische Kunst der Gegenwart, Tokio
- 1982 – 12. Freie Berliner Kunstausstellung
- 1982 – Querelle – Zyklus, KaDeWe Galerie, Berlin (E)
- 1983 – Querelle – Zyklus, Galerie Wiegand Köln (E)
- 1983 – Querelle – Zyklus, Hertie Galerie München (E)
- 1983 – Querelle – Zyklus, Casino Galerie Westerland / Sylt (E)
- 1983 – Querelle-Zyklus, Alte Oper Frankfurt (E)
- 1983 – Querelle-Zyklus, West Side Studio Wiesbaden (E)
- 1983 – Elefanten Press Galerie, Berlin
- 1983 – Köpfe und Gesichter, Kunsthalle Darmstadt
- 1983 – 13. Freie Berliner Kunstausstellung, Berlin
- 1983 – Die Reise zum Regenbogen, Hertie Galerie München (E)
- 1983 – Die Reise zum Regenbogen, Galerie Glogau Hamburg (E)
- 1984 – Die Reise zum Regenbogen, Galerie Kreth dÒrey Heidelberg (E)
- 1984 – Die Reise zum Regenbogen, Galerie Tolbiac Düren (E)
- 1984 – Die Reise zum Regenbogen, Galerie Wiegand Köln (E)
- 1984 – Die Reise zum Regenbogen, Casino Galerie Westerland/Sylt (E)
- 1984 – Die Reise zum Regenbogen, Galerie Lilo Schmidt, Schneverdingen (E)
- 1984 – 14. Berlin Kunstausstellung, Berlin
- 1984 – Die Reise zum Regenbogen, Galerie Algeb Wiesbaden (E)
- 1984 – Galerie Ad Hoc, München (E)
- 1985 – Die Reise zum Regenbogen, Galerie Monte Langenwang/Oberstdorf (E)
- 1985 – Galerie Ruf, Kunstmesse Basel (E)
- 1985 – Gaukler, Clowns, Akrobaten – Circus heute, Galerie Ruf München
- 1985 – Zirkus in der Kunst, Galerie im Körnerpark, Berlin
- 1985 – Die Reise zum Regenbogen, KaDeWe Galerie, Berlin (E)
- 1985 – Galerie Ruf, München
- 1985 – Zur kleinen Galerie, Berlin (E)
- 1985 – Galerie Ruine, Berlin (E)
- 1985 – BBK Jahresausstellung
- 1985 – 10 Jahre Künstlerwerkstätten Betanienhaus, Kulturwerk des BBK Berlin
- 1986 – 16. Freie Berliner Kunstausstellung
- 1986 – Zirkus heute, Galerie Moderne, Kissingen
- 1986 – Trilogie der Masken, Galerie Brigitte Wölffer, Berlin (E)
- 1986 – Prinzip Hoffnung ?, Haus am Lützowplatz, Berlin
- 1986 – 10 Jahre Galerie Lilo Schmidt, Schneverdingen
- 1986 – Zirkuswelt und Landleben, Galerie Kunststück, Berlin (E)
- 1986 – Ein Käfig voller Narren, Theater des Westens, Berlin (E)
- 1987 – 17. Berliner Kunstausstellung, Berlin
- 1987 – Ein Käfig voller Narren, Wertheim Steglitz Pavillon, Berlin (E)
- 1987 – Galerie Janssen, Berlin (E)
- 1987 – Zirkus, Museumspavillon 750 Jahre Berlin (E)
- 1987 – 750 Jahre Berlin, Hertie Galerie München (E)
- 1988 – Frühlingsbilder, Galerie Kunststück, Berlin (E)
- 1988 – Ein Käfig voller Narren, 600 Jahre Soltau (E)
- 1988 – Fenster, Galerie Lilo Schmidt, Schneverdingen (E)
- 1989 – 19. Freie Berliner Kunstausstellung, Berlin
- 1990 – Lebensläufe, Galerie im Rathaus Tempelhof, Berlin (E)
- 1991 – 21. Freie Berliner Kunstausstellung, Berlin
- 1992 – Marlene Dietrich – von Weißensee nach Hollywood, Stadtgeschichtliches Museum Weißensee, Berlin
- 1994 – 24. Freie Berliner Kunstausstellung, Berlin
- 2002 – Fabrik der Gefühle, Hommage an R. F. Fassbinder, Schwules Museum, Berlin
- 2004 – Die Reise mit Willy Brandt 1990, Renaissance-Theater-Berlin (E)
- 2009 – Magische Schriftzeichen, Galerie Dogon
- 2009 – Die Reise mit Willy Brandt 1990, Tag des offenen Denkmals 2009, Berlin (E)
- 2010 – Der Querelle-Zyklus, Tag des offenen Denkmals 2010, Berlin (E)
- 2011 – Die Reise zum Regenbogen, Tag des offenen Denkmals 2011, Berlin (E)
- 2012 – Ein Käfig voller Narren, Tag des offenen Denkmals 2012, Berlin (E)
- 2013 – Jürgen Draeger: Meine Reise mit Willy Brandt, Rotes Rathaus, Berlin (E)
- 2014 – Tanz mit Lehm, Tag des offenen Denkmals 2014, Berlin (E)

(E) = Einzelausstellung

## Veröffentlichungen
- Lebensläufe. Hrsg.: Kunstamt Tempelhof, Berlin. Janssen, Berlin 1990, ISBN 3-925443-06-1.
- Trilogie der Masken. (Zyklus von Zeichnungen)
  - Teil 1: Querelle. nach dem Roman Querelle de Brest. von Jean Genet, verfilmt von Rainer Werner Fassbinder. Edition Braus, Heidelberg 1982, ISBN 3-921524-02-4.
  - Teil 2: Die Reise zum Regenbogen: Circus-Roncalli-Zyklus. Edition Braus, Heidelberg 1983, ISBN 3-921524-03-2.
  - Teil 3: Ein Käfig voller Narren/La cage aux folles. nach der Komödie Ein Käfig voller Narren von Jean Poiret, verfilmt von Édouard Molinaro. Edition Braus, Heidelberg 1986, ISBN 3-921524-78-4.
- Der Wind hat mir ein Lied erzählt: Hommage an den Textdichter Bruno Balz, Doppel-CD zum 100. Geburtstag 2002 des Textdichters mit 36 Originalaufnahmen.